# Hushed and Grim
Hushed and Grim è l'ottavo album in studio del gruppo musicale statunitense Mastodon, pubblicato nel 2021.

## Tracce

### Disco 1
1. Pain with an Anchor – 5:01
2. The Crux – 4:59
3. Sickle and Peace – 6:17
4. More Than I Could Chew – 6:51
5. The Beast – 6:03
6. Skeleton of Splendor – 5:04
7. Teardrinker – 5:20
8. Pushing the Tides – 3:29

### Disco 2
1. Peace and Tranquility – 5:55
2. Dagger – 5:12
3. Had It All – 5:25
4. Savage Lands – 4:24
5. Gobblers of Dregs – 8:34
6. Eyes of Serpents – 6:49
7. Gigantium – 6:54

## Formazione

### Mastodon
- Brann Dailor – batteria, voce
- Brent Hinds – chitarra, voce
- Bill Kelliher – chitarra
- Troy Sanders – voce, basso

### Altri musicisti
- João Nogueira – tastiera
- Darby Rose Tapley – voce (3)
- Marcus King – chitarra (5)
- Dave Witte – percussioni (10)
- Rich Doucette – sarangi (10)
- Jody Sanders – corno francese (11)
- Kim Thayil – chitarra (11)
- Kevin Fox – violoncello, arrangiamento archi (15)
- Drew Jurecka – viola, violino (15)